# Maaike van Koldam
Maaike van Koldam (Groningen, 3 juli 1964) is een Nederlands diplomaat. 

## Loopbaan
Van Koldam studeerde Slavistiek aan de Rijksuniversiteit Groningen en trad in 1996 in dienst bij het Ministerie van Buitenlandse Zaken. Tussen 2010 en 2012 was zij plaatsvervangend ambassadeur in Chili (Santiago) en tussen 2015 en 2019 plaatsvervangend ambassadeur in Oekraïne (Kiev). In de periode 2019 tot 2023 was zij ambassadeur in Georgië (Tbilisi). In 2023 werd zij benoemd tot ambassadeur in Ierland (Dublin)..